# STS-108
إس تي إس-108 (بالإنجليزية: STS-108)‏ الرحلة السابعة بعد المائة ضمن برنامج مكوك الفضاء لوكالة ناسا، والرحلة السابعة عشر على متن مكوك الفضاء إنديفور، انطلقت الرحلة في 5 ديسمبر 2001 من مركز كينيدي للفضاء ، وهبطت بتاريخ 17 ديسمبر في مركز كنيدي أيضاً، بعد إثنى عشر يوماً مكثتها الرحلة في الفضاء، الهدف من الرحلة ايصال امدادات لمحطة الفضاء الدولية في الزيارة الثانية عشر لمكوك أمريكي لمحطة الفضاء الدولية وإجراء عمليات سير في الفضاء، بلغ عدد الرواد المشاركين في الرحلة سبعة رواد من بينهم رائد فضاء روسي.